# Granja do Ulmeiro
Granja do Ulmeiro es una freguesia portuguesa del concelho de Soure, con 6,68 km² de superficie y 1.669 habitantes (2001). Su densidad de población es de 249,9 hab/km².